# Миленко Маловић
Миленко Маловић (Соколац, 23. август 1994) босанскохерцеговачки је фудбалер. Висок је 180 центиметара и игра на позицији левог бека.

## Каријера
Прошавши школу београдског Партизана, Маловић је своју сениорску каријеру започео у Срему из Јакова. Касније је наступао и за Раднички из Нове Пазове, пре него што је потписао за Чукарички, а као члан овог клуба, био је уступљен и БАСК-у. Потом прелази у Синђелић, где је наступао у Првој лиги Србије. Након игара за овај тим, Маловић се сели у црногорски Грбаљ где је током 2016. наступао је у првом рангу тамошњег фудбалског такмичења. Пролећни део наредне године провео је као играч Рудара из Приједора. Током сезоне 2017/18. игра за шведски Варбергс. Јесењи део сезоне 2018/19. проводи у екипи Будућности из Добановаца, а за пролећни део прелази у Текстилац из Дервенте. Лета 2019. године је напустио Текстилац, а затим је био без ангажмана све до јануара 2020. када потписује за данског друголигаша Нествед. У августу 2020. се враћа у Текстилац.